# Слонимское наместничество
Слонимское наместничество — административно-территориальное образование в Российской империи, существовавшее в 1796—1797 годах. Губернский город — Слоним.

## История
В октябре 1795 года в результате третьего раздела Речи Посполитой Слоним и его окрестности вошли в состав Российской империи.
25 декабря 1795 года по указу императрицы Екатерины II из частей Брестского, Виленского, Гродненского и Новогрудского воеводств бывшего Великого Княжества Литовского было провозглашено образование Слонимской губернии с центром в городе Слониме, но решение не было реализовано.
8 августа 1796 года последовал новый указ «Об учреждении Виленского и Слонимского намесничества, о разделении оных на уезды» которым определены в составе 8 уездов: Брестского, Волковысского, Гродненского, Кобринского, Лидского, Новогрудского, Пружанского, Слонимского
Указ был приведён в исполнение 8 сентября 1796 года, при этом в данных границах была образована не губерния, а наместничество.
12 декабря 1796 года указом императора Павла I в ходе проводимых им административно-территориальных реформ Слонимское и Виленское наместничества объединены в Литовскую губернию с центром в Вильне. Соответствующий указ Сената вышел 6 февраля 1797 года.